# Olympus E-410
Die Olympus E-410 ist eine digitale Spiegelreflexkamera im unteren Preissegment, die im März 2007 vorgestellt wurde und seit Juni 2007 ausgeliefert wird.
Sie ist das Schwestermodell der Olympus E-510 sowie die Nachfolgerin der Olympus E-400 und basiert auf dem Four-Thirds-Standard. Hauptunterschied zur E-510 ist das Fehlen des Bildstabilisators sowie des Handgriffs. Zudem ist der Zugriff auf viele Funktionen nur über das Menü und nicht direkt über Knöpfe, wie bei der E-510, möglich.

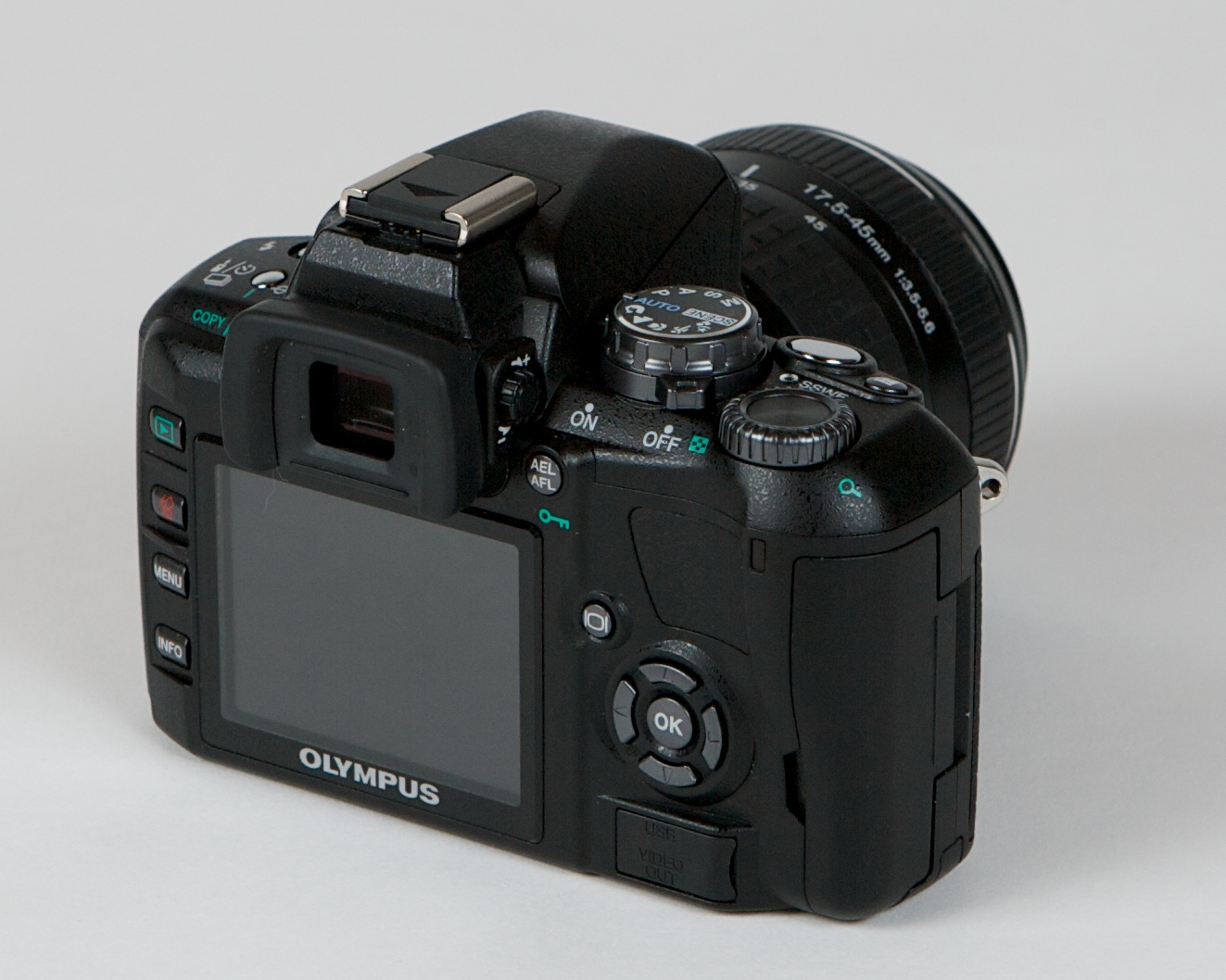
Rückansicht

Die E-410 richtet sich an Einsteiger mit gehobenen Ansprüchen. Optisch lehnt sie sich sehr stark an die OM-Serie von Olympus an. Ihre Hauptmerkmale sind ein 2,5-Zoll-Monitor mit 230.000 Pixeln, Live-View (ständige Motiv- und Bildkontrolle auf dem Monitor), Supersonic-Wave-Filter (zum Abschütteln von Schmutzpartikeln auf dem Sensor) und die recht geringe Größe gepaart mit einem geringen Gewicht von nur 375 g (nur Gehäuse).
Die Kamera wird in drei verschiedenen Kits, also inkl. Objektiv(e), angeboten.
- ZUIKO DIGITAL ED 14–42 mm 1:3,5-5,6
- Double Zoom Kit
  - ZUIKO DIGITAL ED 14–42 mm 1:3,5-5,6
  - ZUIKO DIGITAL ED 40–150 mm 1:4,0-5,6
- ZUIKO DIGITAL 17,5–45 mm 1:3,5-5,6[2]

Zudem steht der Olympus E-410 eine breite Palette an Zuiko-Objektiven zur Verfügung.
Ihre Nachfolgerin ist die Olympus E-420.